# مقبره تاکاماتسوکا
مقبره تاکاماتسوکا ( ژاپنی : 高松塚古墳 تاکاماتسوکا کوفون)  یک circular tomb دوره آسوکا است. تپهٔ تدفین، واقع در روستای آسوکا، نارا در منطقهٔ کانسای ژاپن. این مقبره در سال ۱۹۷۲ به عنوان یک مکان تاریخی ملی ژاپن تعیین شد.فرضیه‌ای وجود دارد که مقبره تاکاماتسوکا در ژاپن، از پایان قرن هفتم دوره گوگوریو ، دارای نقاشی‌هایی با تأثیر گوگوریو است که یا توسط هنرمندان گوگوریو انجام شده است، یا نقاشی‌های ژاپنی که توسط مردم گوگوریو آموزش دیده‌اند.

## پیشینه
این مقبره در اکتبر ۱۹۷۰ کشف شد، زمانی که روستاییان برای ذخیره زنجبیل گودالی حفر کردند و سنگ‌های تراشیده قدیمی پیدا کردند. مؤسسه باستان‌شناسی کاشیهارا در استان نارا، کاوش‌های باستان‌شناسی را از مارس ۱۹۷۲ به همراه محققان و دانشجویانی از دانشگاه کانسای و دانشگاه ریوکوکو آغاز کرد . به دلیل اندازه کوچک و فقدان اسناد تاریخی، این مقبره تا زمان باز شدن اتاق دفن سنگی افقی ، بی‌اهمیت تلقی می‌شد، در آن زمان مشخص شد که این یک کوفون تزئین شده است . این مقبره در ۲۳ آوریل ۱۹۷۳ به عنوان یک مکان تاریخی ویژه تعیین شد و نقاشی‌های دیواری با رنگ‌های زنده آن در ۱۷ آوریل ۱۹۷۴ به عنوان گنجینه ملی تعیین شدند. 
این مقبره در دوره کاماکورا غارت شده بود و سوراخ‌هایی برای غارت در دیوار جنوبی اتاق دفن ایجاد شده بود، اما رنگ‌های زنده نقاشی‌های دیواری باقی مانده بودند و برخی از اشیاء قبر که از غارت در امان مانده بودند نیز در این زمان کشف شدند. کشف نقاشی‌های دیواری با رنگ‌های زنده به عنوان یک کشف بزرگ نادر در صدر اخبار قرار گرفت و آژانس امور فرهنگی بلافاصله کار بر روی حفاظت از آنها را آغاز کرد.
تخمین زده می‌شود که این مقبره از اواخر قرن هفتم تا اوایل قرن هشتم بر اساس آینه‌های برنزی که از غارت جان سالم به در برده بودند، ساخته شده باشد، اما کاوش‌های بیشتر در سال ۲۰۰۵، بازه زمانی ساخت آن را به بین سال‌های ۶۹۴ تا ۷۱۰ در دوره فوجیوارا-کیو محدود کرد.